# Dolomedes saccalavus
Dolomedes saccalavus är en spindelart som beskrevs av Embrik Strand 1907. Dolomedes saccalavus ingår i släktet Dolomedes och familjen vårdnätsspindlar.
Artens utbredningsområde är Madagaskar. Inga underarter finns listade i Catalogue of Life.